# جيرهارد غران
جيرهارد غران (بالبوكمول: Gerhard Gran) هو مؤرخ أدبي وبروفيسور وصحفي نرويجي، ولد في 9 ديسمبر 1856 في برغن في النرويج، وتوفي في 7 فبراير 1925 في أوسلو في النرويج.